# 凌美
LAMY（发音为/ˈlɑːmɪ/，多译为凌美、雷梅或拉米）是欧洲钢笔生产商，总部设于德国海德堡。该公司创始者约瑟夫·凌美曾是派克笔的销售代表，他于1930年创立了欧瑟斯钢笔制造厂（Orthos Fullhalter-Fabrik），由此开始从事钢笔制造业。曼弗雷德·凌美于1973年接替其父亲的职位，现任凌美公司总经理。

## 企业历史
1930年，约瑟夫·凌美在海德堡创立了欧瑟斯钢笔制造厂（Orthus Füllfederhalter-Fabrik）生产欧瑟斯（ORTHUS）和阿特斯（ARTUS）钢笔。1948年，公司改名为C·约瑟夫·凌美股份有限公司（C. Josef Lamy GmbH）。九年后，约瑟夫·凌美的儿子曼弗雷德·凌美进入凌美公司担任营销部经理一职，并于1973年子承父业，担任凌美公司总经理。1984年，凌美钢笔的出口量占到销售额的33%，一年后上升至50%，约合4000万德国马克。1986年，凌美、派克和万宝龙共占据西德的钢笔市场份额达70%-80%.两年后，凌美公司雇佣员工数达400人，出口总额达到5400万德国马克。
1989年凌美公司开始生产墨水，并开始向东德输出产品，营业额上涨近15%。同年，三分之一的员工成为了凌美公司的合伙人，但不参与决策。1996年，凌美公司在海德堡投资建造了“创意工厂”。1999年的营业额达到了1.2亿德国马克。
2024年2月，凌美公司被三菱鉛筆收購。

## 产品范围
凌美公司生产钢笔、圆珠笔、中性笔、机械铅笔和多用笔，以及墨水、笔尖和笔芯。凌美公司的每一系列笔都有一个独特的名字，而这个名字往往是产品设计时的灵感所在。比如机械铅笔“Scribble”（艺术家系列），该产品使用3.15毫米的铅笔芯，主要用于素描。凌美公司描述产品名称时常常把“Lamy”当作前缀以避免与其他的产品重名，比如“Lamy Scribble”。
凌美的产品获得过多项国际级别的奖项，特别是2000系列和Safari（狩猎）系列，这两款产品一经推出便连续不断地获得多项奖项。

## 早期设计
凌美公司早期的设计包含“Lady”（女士）系列和“Persona”（伪装）系列。“Lady”（女士）系列的笔身由沃尔夫冈·法比安和莎朗·朱家家设计，旨在吸引女性的青睐，笔身是由高硬度并画有花纹的陶瓷制作而成的。由于设计师认为女性不常使用笔夹，所以该产品仅带有一个小型突出物以防止钢笔在水平面上不受限制地滚动从而造成损坏。“Persona”（伪装）系列由马里奥·贝利尼设计，笔握类似圆台，笔身处类似圆柱，有一个可伸缩的笔夹。

## 產品

### 钢笔

#### abc系列
abc系列钢笔由曼海姆发展公司的贝恩特·斯皮基尔设计，主要面向学习书写的儿童。笔身由枫木制成，笔帽的顶端和侧边有可供写名字的标签。

#### Safari (狩獵)和AL-Star (恒星)

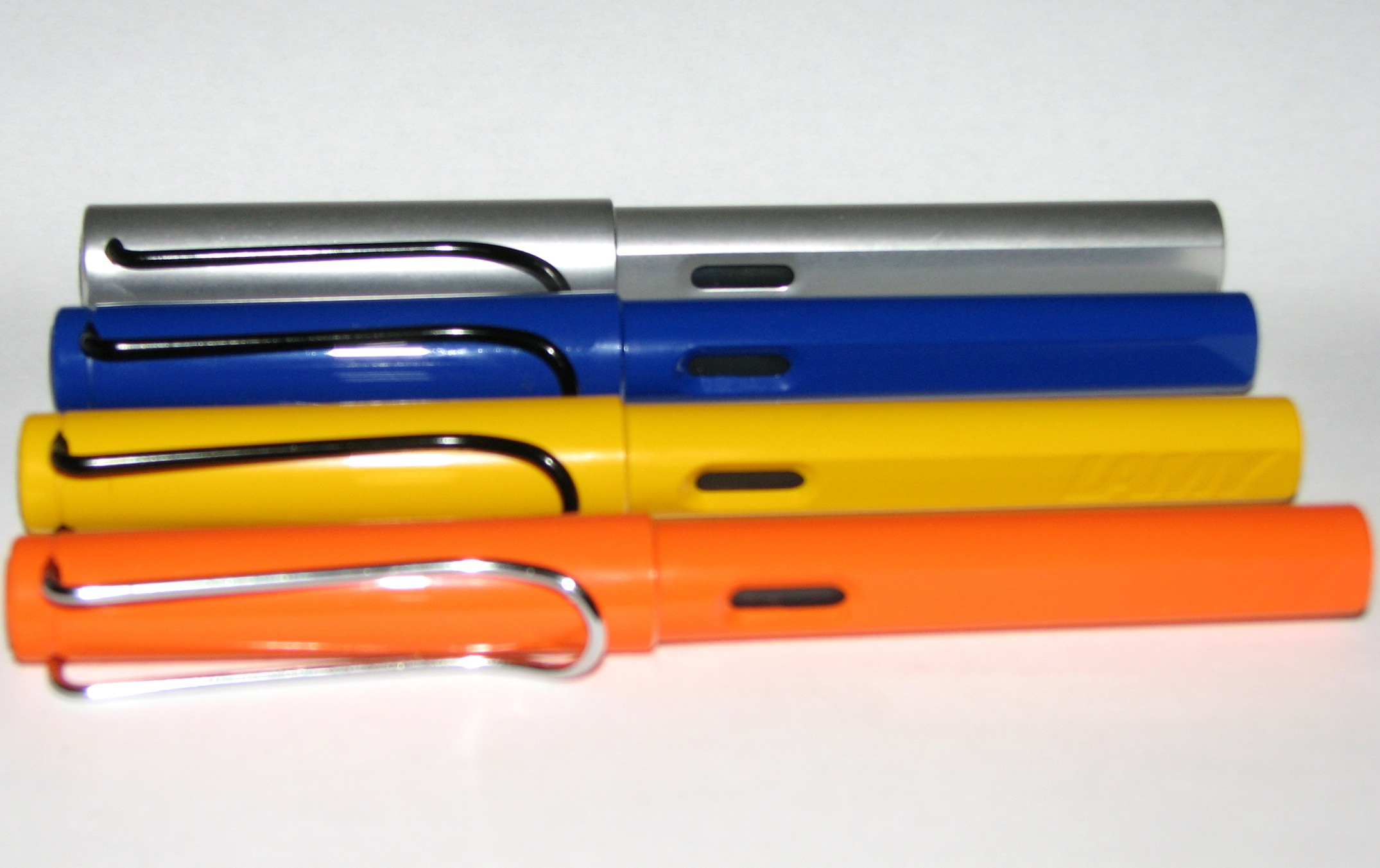
Lamy Safari系列钢笔展示

Safari（狩獵）系列钢笔由沃夫岡·法比安（Wolfgang Fabian）和贝恩特·斯皮基尔（Bernt Spiegel）设计，上世纪八十年代开始销售。该系列的钢笔既可以使用一次性墨胆，也可以使用吸墨器。笔身的材质是ABS树脂，笔握处类似三角形，方便书写。普通款的笔身颜色是红、黄、蓝、黑，这四种颜色每年都会生产。特别版钢笔限量生产，一种笔身颜色的钢笔只生产一年。例如2009年的特别版钢笔的笔身颜色是橙色和绿色。
| 限定年份 | 產品名稱               | 實際顏色                 | 限定時間 |
| -------- | ---------------------- | ------------------------ | -------- |
| 2004     | 皇室蓝                 | 灰藍色+紅筆夾            | -        |
| 2009     | -                      | 綠黃色                   | -        |
| 2009     | -                      | 亮橘色                   | 夏季限定 |
| 2009     | -                      | 偏紫粉紅                 | -        |
| 2010     | 黑筆夾系列             | 基本色+黑筆夾            | -        |
| 2011     | 寶石藍                 | 湖藍色                   | -        |
| 2012     | 蘋果綠                 | 螢光綠色                 | -        |
| 2013     | 日光黃                 | 螢光黃色                 | -        |
| 2014     | 珊瑚光                 | 螢光桃紅色               | -        |
| 2015     | 青檸光                 | 黃綠色                   | -        |
| 2016     | 紫丁香                 | 深紫色                   | -        |
| 2017     | 石油藍                 | 森綠藍色                 | -        |
| 2018     | 全黑                   | 霧面黑                   | -        |
| 2019     | 馬卡龍色               | 粉藍、薄荷綠、粉紅       | -        |
| 2020     | 紫羅藍、芒果黃、海水藍 | 羅藍紫色、深黃色、鮮青色 | -        |
| 2021     | 叢林綠、叢林紅         | 深綠色、鮮橙色           | -        |
| 2022     | 奶油白、草莓紅         | 奶白色、鮮紅色           | -        |
| 2023     | 春綠、天水藍、淺光玫瑰 | 亮黃綠、亮青色、亮粉色   | -        |

AL-Star（恒星）系列钢笔的外观与设计和Safari（狩猎）系列钢笔大致相同，仅仅是笔身的材质从ABS树脂变成了铝合金。
Safari（狩猎）系列和AL-Star（恒星）系列除了有钢笔，还有圆珠笔、中性笔和机械铅笔。

#### Dialog 3 (焦点3)
Dialog 3（焦点3）由佛朗哥·克利维奥设计，是凌美首款可收回笔尖的钢笔，外观上和百乐文具的Vanishing Point相似，区别在于焦点3通过旋转笔身来收回笔尖，而Vanishing Point是通过按压来收回笔尖。
同系列的Dialog 1（焦点1）是圆珠笔，Dialog 2（焦点2）是中性笔。

#### Studio (演艺)

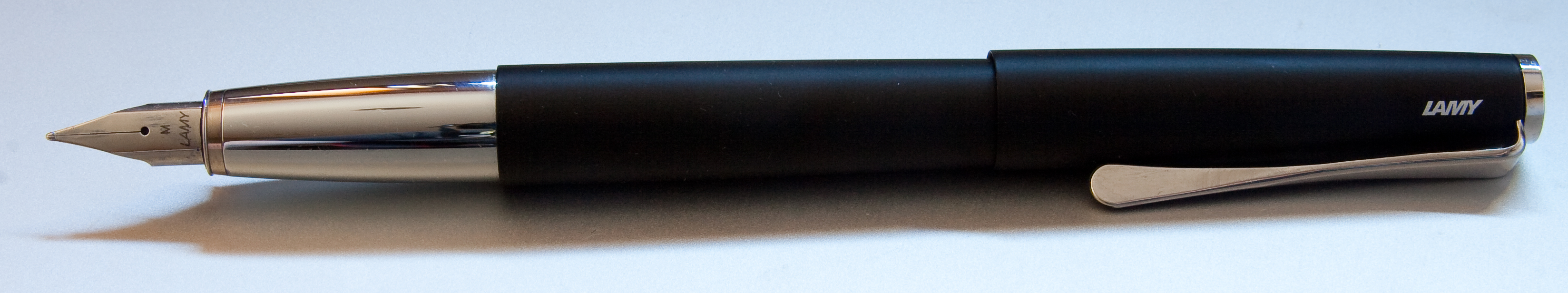
黑色Lamy Studio

Studio（演艺）系列钢笔由汉尼斯·韦特斯坦设计。该系列的钢笔既可以使用一次性墨胆，也可以使用吸墨器。笔身有黑色钢制、银色钢制以及银色钯制。钢制的钢笔使用普通笔尖，钯制钢笔使用镀金笔尖。
Studio（演艺）系列钢笔曾获日本Good Design Award以及iF设计奖。.
Studio （演艺）系列除了钢笔，还有圆珠笔和中性笔。

#### 2000系列

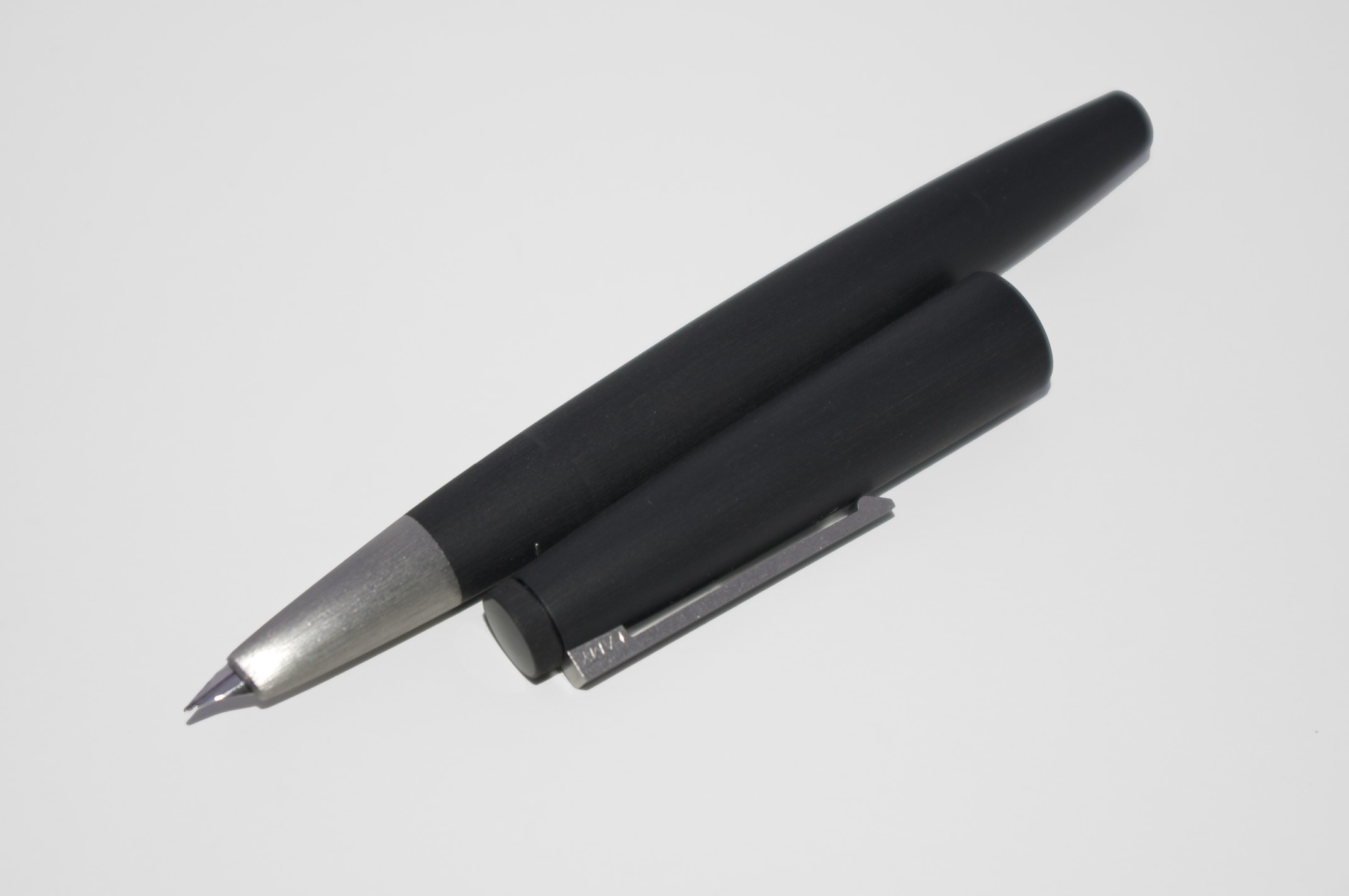
黑色Lamy 2000.

凌美2000系列钢笔由蓋德·阿弗雷德·穆勒设计，1966年问世，时至今日仍然是凌美公司的旗舰产品。2000系列的独特性在于其使用了拜耳公司生产的MAKROLON玻璃纤维聚酯作为笔身。该系列钢笔内置不可拆卸的活塞式墨水胆，故只能使用瓶装墨水。笔尖使用14克拉金双色笔尖。2000系列钢笔的设计体现出包豪斯对凌美钢笔的影响，即“形式服从功能”。
2000系列钢笔从投产至今已有40余年，然而时至今日依然风光不减。作家尼尔·盖曼称凌美2000钢笔为其“小说笔”，他用该款钢笔创作了小说《美国众神》。
该系列除了钢笔、圆珠笔、四色圆珠笔和机械铅笔外，还有一款为纪念千禧年而生产的钢笔，体现了与原版相反的设计：不锈钢笔身，MAKROLON笔环以及经过打磨的帽夹。
2000系列除了钢笔，还有圆珠笔、中性笔和多用笔。

### 圆珠笔
凌美公司生产多种圆珠笔，多种型号的钢笔亦有对应的圆珠笔。pico（口袋笔）系列由佛朗哥·克利维奥设计，是一款可伸缩的迷你圆珠笔。笔身有红、蓝、黑、白（限量），以及镀铬（镜面、雾面）和镀铂。笔身处有一个突出的凌美公司商标以防滚落。凌美也为这款圆珠笔设计了一个皮革制收纳袋。
多位知名设计师也曾为凌美公司设计过笔，例如德国工业设计师、ThinkPad的设计师理查德·萨珀曾设计了Dialog 1（焦点1），这是一款镀钛的三角形圆珠笔。
一些型号的钢笔也有对应的圆珠笔，例如Safari（狩猎）系列、Studio（演艺）系列和2000系列。与其他型号不同的是，2000系列对应的圆珠笔有一个特殊版本，它的笔身是由非洲黑木制成。.

### 中性笔
凌美公司生产多种中性笔，多种型号的钢笔亦有对应的中性笔。Swift （速动）系列由沃夫冈·法比安设计，该系列中性笔均配有可伸缩笔夹以防伸出的笔芯误弄脏衬衫口袋。另一个系列，Ballon（气球），是目前市场上罕见的墨盒中性笔，该系列中性笔使用类似于钢笔用的墨盒。

### 机械铅笔
凌美生产多种机械铅笔，多种型号的钢笔亦有对应的机械铅笔。Scribble（艺术家）系列由汉尼斯·韦特斯坦设计，笔身类似梭，有使用0.7毫米铅笔笔芯和使用3.15毫米铅笔笔芯的版本。为了方便绘图，笔夹被被设计成可拆卸的式样。使用0.7毫米铅笔笔芯的版本配有内置的橡皮和清除卡滞铅笔笔芯的钢针。

### 多用笔
凌美公司生产多种多用笔。Pickup（流动）系列使荧光笔和圆珠笔结合，通过按动多用笔中的一个按钮可以将荧光笔取出。该系列由沃夫冈·法比安设计，获得红点设计大奖。

### 笔尖
大部分的凌美钢笔都可以方便的替换笔尖。笔尖上的代码代表着笔尖的粗细。
| 笔尖上的代码 | 德语全称                     | 中文                                       | 笔尖粗细（估计） |
| ------------ | ---------------------------- | ------------------------------------------ | ---------------- |
| EF           | Extra Fein                   | 特细                                       | 0.4 毫米         |
| F            | Fein                         | 细                                         | 0.5 毫米         |
| A            | ？                           | 中度圆形（Lamy abc钢笔专有，介于F和M之间） | 0.6 毫米         |
| M            | Mittel                       | 中                                         | 0.7 毫米         |
| MK           | Medium Kursive               | 中草书                                     | ？（罕见）       |
| B            | Breit                        | 粗                                         | 0.9 毫米         |
| BB           | Besonders breit              | 特粗                                       | 1.0 毫米         |
| LH           | Linkshänder                  | 左手用（笔尖带有倾斜，相当于“中”）         | 0.7 毫米         |
| OM           | Abgeschrägt, mittel          | 中（斜体）                                 | 0.7 毫米         |
| OB           | Abgeschrägt, breit           | 粗（斜体）                                 | 0.9 毫米         |
| OBB          | Abgeschrägt, besonders breit | 特粗（斜体）                               | 1.0 毫米         |
| 11           | 1.1 毫米                     | 1.1 毫米（书法用笔尖）                     | 1.1 毫米         |
| 15           | 1.5 毫米                     | 1.5 毫米（书法用笔尖）                     | 1.5 毫米         |
| 19           | 1.9 毫米                     | 1.9 毫米（书法用笔尖）                     | 1.9 毫米         |

上表中，EF、F、M、MK和LH尖的笔尖各有黑色和原色，以配合钢笔笔身的颜色。
此外，还有部分的金笔尖。金笔尖除了使用上述代码表示粗细之外，还会在代码的下面注明阿拉伯数字以表明含金量。标有“585”的笔尖为14K金，标有750的笔尖为18K金。

### 瓶装墨水及一次性墨胆

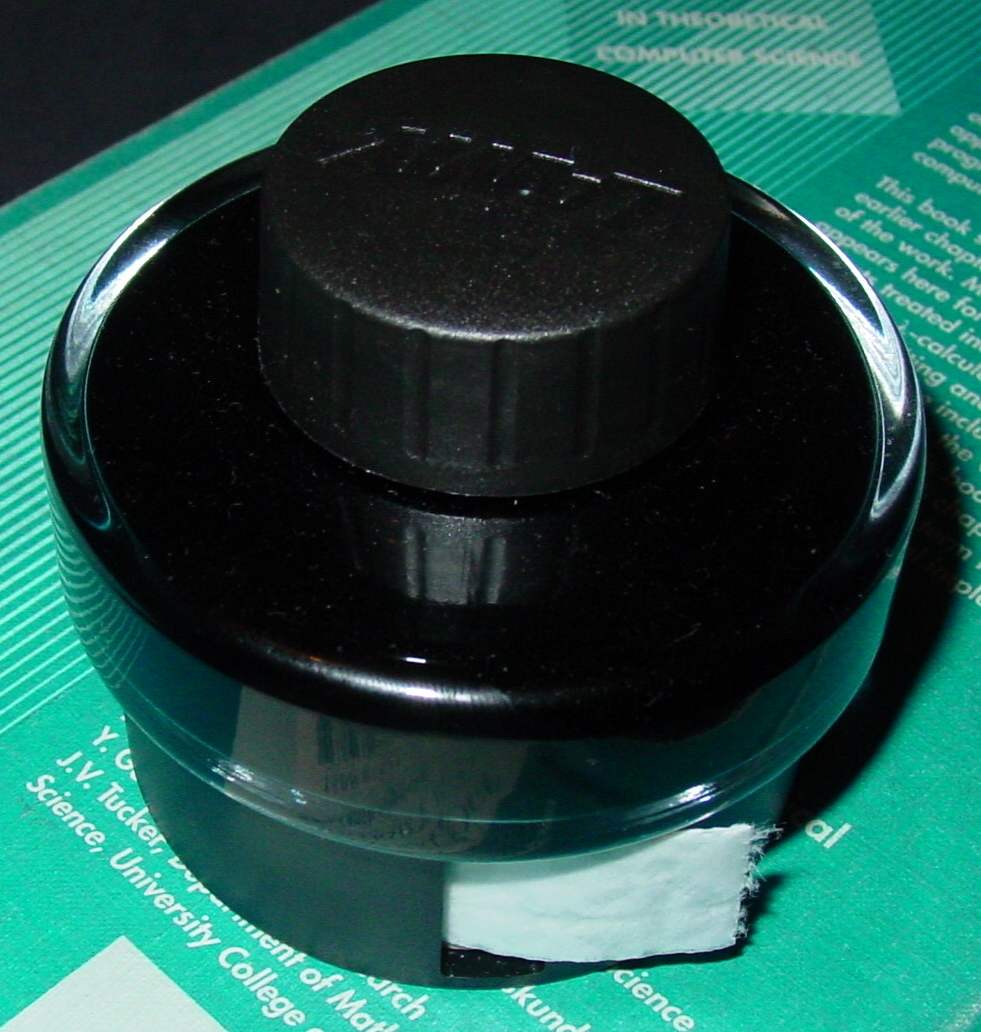
凌美T52黑色墨水

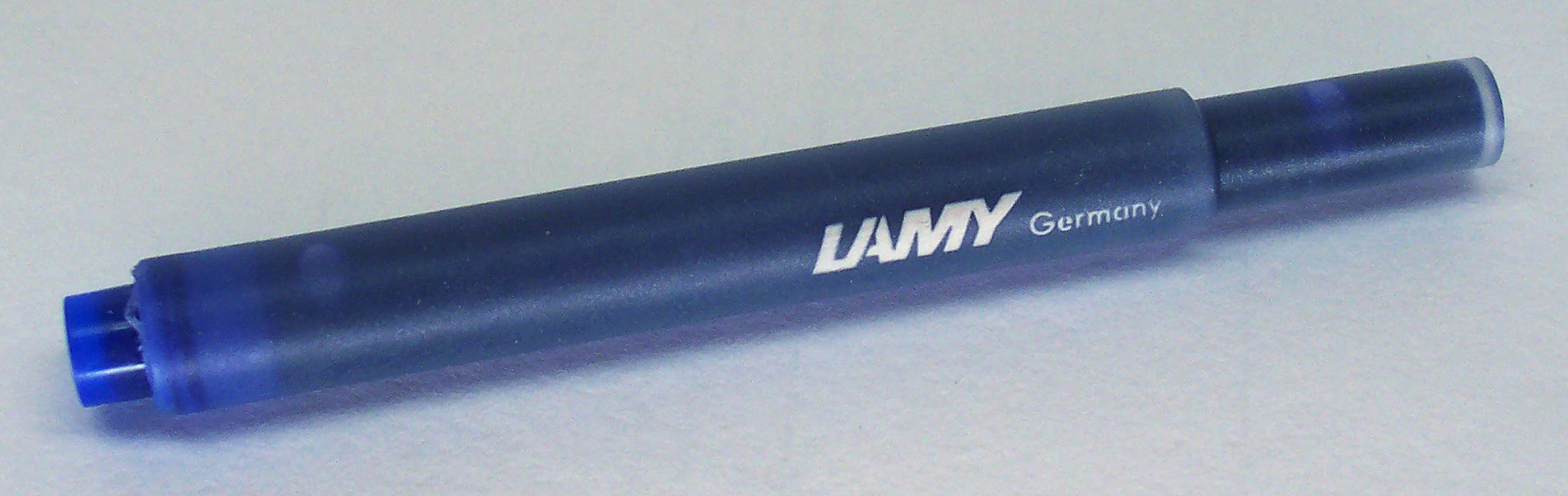
一支凌美T10蓝色墨胆

凌美公司生产多种瓶装墨水和一次性墨胆。T10型一次性墨胆有黑、蓝、蓝黑、红、绿、蓝绿和紫色可选。T51型瓶装墨水有黑、蓝、红、蓝绿色可选，而T52型墨水有黑、蓝、蓝黑、红、蓝绿色可选。这两种型号的差距在于前者比后者小，后者比前者多配备了一个内置的擦拭笔身多余墨水的吸墨纸。这两种墨水瓶的设计能使在墨水快要用完时也能最大限度地提供剩余的墨水供钢笔使用。
瓶装的蓝黑墨水是一种鞣酸铁墨水，由于未经处理的鞣酸铁墨水的酸性较强，当代蓝黑墨水中通常都增加抗腐蚀剂以减少对钢笔的腐蚀。为了减少潜在的腐蚀和堵塞，使用钢笔墨水时仍需注意要定期抽取、放出墨水，以及长期不用的钢笔需要排空墨水。

### 吸墨器
凌美的钢笔多以“钢笔+一只蓝色的一次性墨胆”形式出售。为了方便客户长期使用，这类钢笔可以另购可以重复使用的吸墨器。此外，如果想要改变使用中的钢笔内墨水的颜色（例如把黑色墨水换成蓝黑色墨水），须使用吸墨器多次抽取清水并排出残墨，以防产生化学反应及混色。使用一次性墨胆的钢笔就类似于可替换笔芯的中性笔，而使用吸墨器的钢笔更纯粹。
并不是所有的凌美钢笔都能够使用一次性墨胆和吸墨器。部分产品内置不可拆卸的墨水胆，这类产品仅能够使用墨水。

### 笔芯
凌美公司生产多种笔芯，对应圆珠笔、中性笔和机械铅笔。与瓶装墨水和一次性墨胆不同的是，凌美的圆珠笔笔芯墨水是防水的。